# Minerva Volley Pawia
Minerva Volley Pawia – żeński klub siatkarski z Włoch, założony w 1995 r. w Pawii. Obecnie klub występuje pod nazwą Riso Scotti Pawia w Serie A2.

## Polki w klubie
| Lata gry  | Imię i nazwisko   |
| --------- | ----------------- |
| 2013-2014 | Joanna Frąckowiak |

## Zawodniczki w sezonie 2013/2014
- 3.  Serena Masino
- 4.  Cecilia Nicolini
- 5.  Kim Renkema
- 6.  Joanna Kapturska
- 7.  Sara Giuliodori
- 8.  Celeste Poma
- 9.  Simona La Rosa
- 10. Francesca Devetag
- 11. Marianna Di Bonifacio
- 12. Ginevra Poma
- 18. Francesca Moretti